# Budaörsi repülőtér
A Budaörsi repülőtér az ország legrégebbi, ma is létező kisgépes nemzetközi repülőtere. Régi, központi épülete 1937-ben épült, ipari műemlék. Ma már főként sportrepülőgép-forgalmat bonyolít le. A Magyar Nemzeti Vagyonkezelő a tulajdonosa és a Magyar Repülő Szövetség üzemelteti.
A Budaörsi-medencében elhelyezkedő, fűvel borított terület Budaörssel határos, de közigazgatásilag 1942 óta Budapest XI. kerületéhez tartozik, azon belül Örsöd városrészben található. A 87-es és a 187-es busz Budaörsi repülőtér nevű megállója található a főbejáratánál.
Tengerszint feletti magassága 126 m, hívójele Budaörs INFO, frekvenciája pedig 124,510 MHz.

## Története
A Budaörsi repülőtér megvalósításának igénye először 1931-ben merült fel, azonban a gazdasági világválság miatt csak később, 1935-től kezdődhetett meg az építkezés. A tervpályázat két nyertese Bierbauer Virgil és Králik László lettek, a két eltérő tervet a bíráló bizottság egyaránt a legjobbnak ítélte és ezért közös terv készítésére szólította fel őket. A végső tervben végül Bierbauer elképzelése valósult meg. Főként anyagi okokból sok tervezett elem nem valósult meg, mivel a teljes építkezést mindössze négymillió pengőből kellett kigazdálkodni. Az építkezéshez választott terület ekkor még Budaörs közigazgatási területén feküdt, ideiglenesen 1942. március 27-én, véglegesen április 1-jén csatolták a fővároshoz.

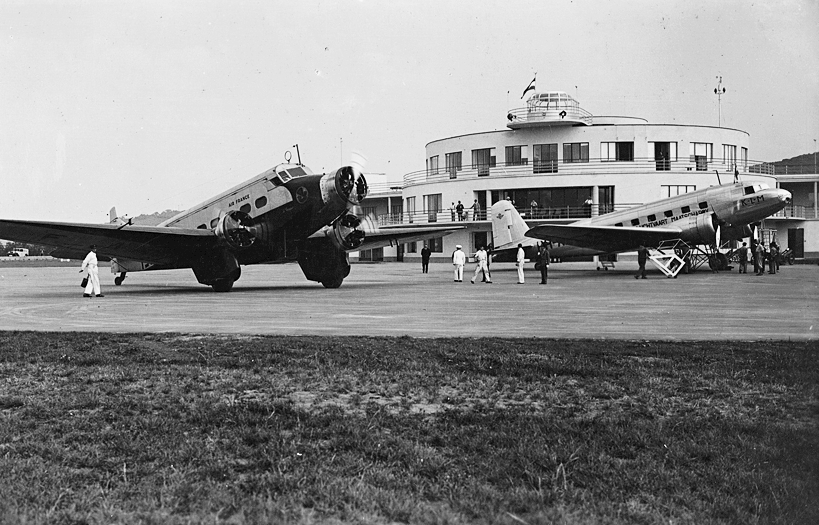
Budaörsi repülőtér, 1940

A kormányzó fia, Horthy István 1937-ben vágta át a repülőtér elkészültét jelző szalagot. Budaörs ekkor vette át Budapest korábbi légikikötője, a mátyásföldi repülőtér szerepét a polgári és sportrepülésben. A létesítmény a kor igényeinek megfelelő, ám nehezen bővíthető és számos más szempontból is korlátozottan fejleszthető volta tette szükségessé a Ferihegyi repülőtér építését. A megnövekedett légiforgalom, a domborzati viszonyok, a nem betonozott és a rövid futópályák hamar behatárolták a kapacitást. A légiközlekedés biztonsága érdekében a Budaörsi-medence körüli hegyek tetejére acélrácsos szerkezetű világítótornyokat helyeztek el.
A második világháború során a légiforgalom szinte teljesen katonai célúvá vált. A besorozások miatt először a földi kiszolgáló személyzet, a szerelők hiánya kezdett aggasztóvá válni, később már pilótát sem lehetett találni. A háború végére gyakorlatilag az összes budapesti repülőteret lebombázták. (A félig kész Ferihegyi repülőteret is.) A Budaörsi repülőtér maradt a legjobb állapotban, ezért a háború után innen kezdődött a hazai repülés újraindítása. Ideiglenesen ez lett Magyarország nemzetközi repülőtere.A MASZOVLET innen indította újonnan beszerzett Li–2 típusú gépeivel 1946. október 15-én első járatát Debrecenbe, majd az első nemzetközi járatát Pozsony érintésével Prágába.
Az 1950. május 1-én megnyitott újjáépített Ferihegyi repülőtér átvette a nemzetközi repülőtér és a budapesti légiforgalom központjának szerepét. Azóta a Budaörsi repülőteret jellemzően mezőgazdasági és sportrepülési célokra használják. Számos érdekes, értékes gép pihen a hangárokban. Az elhanyagoltság és a gyakorta átgondolatlan átépítések miatt azonban a főépület állaga leromlott, a nagyközönség számára nem látogatható. 2000-ben ipari műemlékké nyilvánították, így remény nyílt a jövőbeni felújítására. Kedvező fekvése miatt azonban több ingatlanbefektető is érdeklődik a terület iránt.